# Jorge Castillo
Jorge José Carmelo Castillo Casalderrey (* 16. Juni 1933 in Pontevedra, Galicien, Spanien) ist ein spanischer Maler und Grafiker (Radierer). Er gilt als wichtiger Vertreter des Surrealismus und des Informel. Er lebt und arbeitet in Barcelona, New York City und Berlin.

## Leben und Werk
Jorge Castillos Familie emigrierte im Jahr 1934 aus politischen Gründen nach Argentinien. Castillo verbrachte seine Kindheit und Jugend in Buenos Aires. Als Maler und Zeichner begann er bereits früh autodidaktisch zu arbeiten.
Im Jahr 1941 begann er ein Studium an der Escuela de Bellas Artes de Buenos Aires, verließ diese aber rasch wieder, weil er mit den dortigen schulischen Prinzipien nicht zurechtkam.
Im Jahr 1948 begann er eine Ausbildung als technischer Zeichner. Seine künstlerische Weiterbildung nahm er autodidaktisch vor. Er machte die Bekanntschaft mit der argentinischen Künstlerin Raquel Forner, einer bekannten Surrealistin. Die beiden begannen eine Zusammenarbeit.
Im Jahr 1955 kehrte Jorge Castillo nach Spanien zurück und zog nach Madrid. In dieser Zeit entstanden zahlreiche surrealistische Tuschezeichnungen und Gouachen. Seine erste Einzelausstellung mit diesen Arbeiten hatte er 1959 in der Galería Altamira in Madrid. Anfang der 1960er Jahre zog Castillo zunächst nach Barcelona, lebte und arbeitete dann aber auch zwei Jahre in Paris und von 1966 bis 1969 in Genf.
Am 17. Januar 1966 kam es zu einem Unfall mit amerikanischen Atomwaffen über dem spanischen Dorf Palomares. Dieses Unglück nahm er zum Anlass für die Gestaltung eines monumentalen Triptychons. Mit dieser Arbeit errang er internationale Aufmerksamkeit und wurde damit und drei weiteren Werken 1968 zur 4. documenta nach Kassel eingeladen. Er erhielt ein Stipendium des Deutschen Akademischen Austauschdienstes und zog 1969 nach Berlin, wo er bis 1975 lebte und arbeitete, bevor er nach Barcelona zurückkehrte.
Zu Beginn der 1980er Jahre ging er nach New York City. Er schuf zahlreiche monumentale öffentliche Werke in Spanien, unter anderem in La Coruña, Messina und Barcelona.
Jorge Castillo wird zu den bedeutendsten spanischen Künstlern des Surrealismus und des Informel gezählt. Seine Werke sind in zahlreichen Museen und Sammlungen in Europa, Südamerika und den USA enthalten. Er beteiligte sich seit 1959 weltweit an zahlreichen Ausstellungen, dazu gehören, unter anderem in den Jahren 1964 und 1968 die Biennale von São Paulo und die Biennale von Venedig. Er erhielt den Preis der „I. Internationale der Zeichnung“ 1964 und im Jahr 1975 den Kunstpreis der Stadt Darmstadt verliehen.